# Aardbeieneiland
Aardbeieneiland è un'isola disabitata di 4 ettari dei Paesi Bassi situata nel Veerse Meer nella provincia della Zelanda. Quando il Veerse Meer fu separato dal mare, si pensò che il banco di sabbia non sarebbe resistito a lungo e quindi fu deciso di non effettuarvi alcun intervento. Col tempo vi si stabilì della vegetazione spontanea tra cui numerose fragole; da questo deriva il nome dell'isola, che tradotto letteralmente in italiano significa "isola delle fragole".
L'isola, pur essendo sprovvista di qualsiasi infrastruttura per l'approdo di imbarcazioni, è normalmente visitata da diportisti.